# Phodopus
Genre
Phodopus est un genre de mammifères rongeurs de la famille des Cricétidés. Il regroupe des hamsters nains à queue courte. On les rencontre souvent élevés en captivité.
Synonyme: Cricetiscus

## Liste des espèces
- Phodopus campbelli - hamster de Campbell
- Phodopus roborovskii - hamster de Roborovski
- Phodopus sungorus - hamster russe

## Différenciation des espèces
Entre Phodopus : campbelli (Campbell), sungorus (russe), roborovskii (Roborovski), il y a des différences notables. Ainsi, par exemple, seuls les hamsters de Campbell mâles s’occupent avec leur femelle de leurs petits et ceci aide les jeunes à survivre, comme l’a démontré la série d’études menées par le Prof. Katherine E. Wynne-Edwards.
Une autre différence existe au niveau de la défense des petits par leur mère.
Le hamster russe est plus arrondi que le hamster de Campbell, avec une forme ressemblant plus à un œuf. Il a aussi des épaules moins larges.
Le hamster de Roborovski n'a pas de rayure dorsale.

Hamster de Campbell
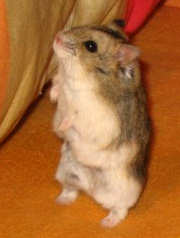
Hamster de Campbell
Hamster de Roborovski
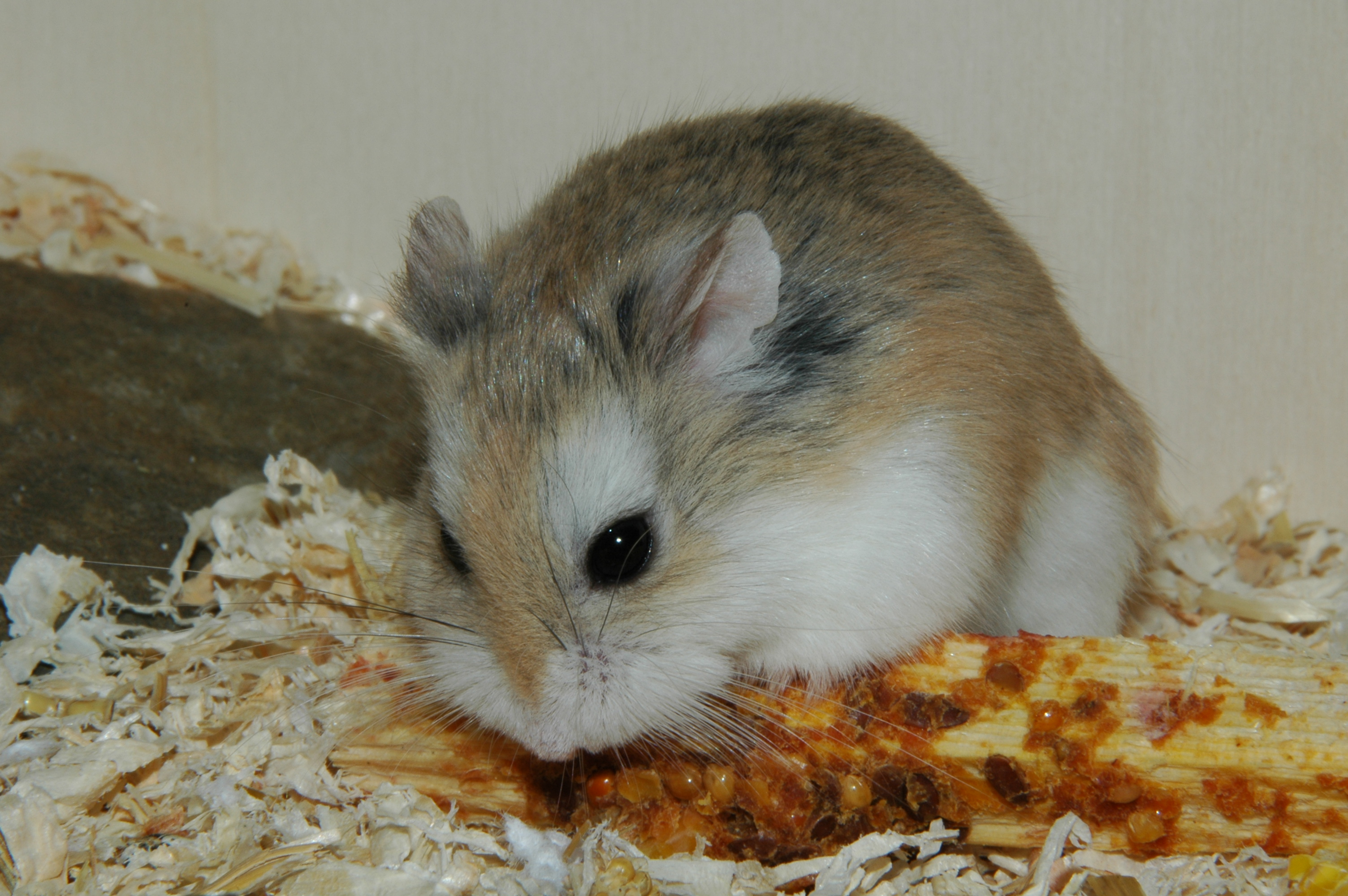
Hamster de Roborovski
Hamster russe
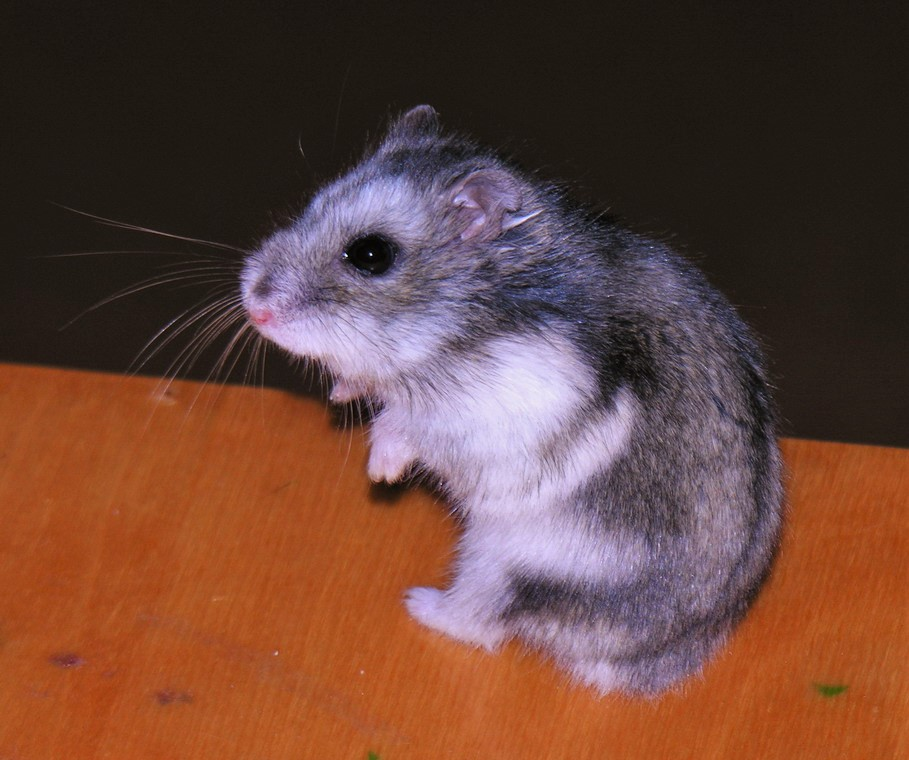
Hamster russe